# 蔚山現代尾浦造船
蔚山現代尾浦造船トルゴレFC（ウルサン・ヒョンデミポチョソン・トルゴレ・チュックダン、울산 현대미포조선 돌고래 축구단、Ulsan Hyundai Mipo Dockyard Dolphin Football Club）は、韓国蔚山広域市にホームを置いていたサッカークラブである。ナショナルリーグ（現：K3リーグ）に所属していた。
ホームスタジアムは蔚山総合運動場。クラブ名に入っているトルゴレ（돌고래）は韓国語でイルカを意味する。現代尾浦造船がクラブを支援していた。
1998年7月に創設された。2003年からは2部相当のリーグとして新たに発足したK2リーグ（2005年からはナショナルリーグ）に参加している。2005年の韓国FAカップでは、Kリーグの4クラブを降して決勝に進み準優勝した。
2007年、ナショナルリーグで初優勝した。このときはKリーグへの昇格システムが存在したが、クラブの判断により昇格を見送った。2008年にナショナルリーグを連覇した。2011年、2013年にも優勝している。2016年までNリーグ4連覇を果たしたが財政難により解散となり、選手などは2017年よりKリーグチャレンジに加盟した安山グリナースFCへと引き継がれた。

## タイトル
ナショナルリーグ：7回
2007, 2008, 2011, 2013, 2014, 2015, 2016
ナショナルサッカー選手権大会：1回
2004, 2011, 2016
大韓民国全国体育大会：1回
2003
全国サッカー選手権大会：1回
2000
大統領杯全国サッカー大会：2回
2005, 2008
韓国春季実業サッカー連盟戦：1回
1999
韓国秋季実業サッカー連盟戦：2回
2000, 2001
全国実業サッカー選手権大会：1回
2002

## 歴代所属選手
- 安鮮鎮 -1999
- 金大儀 1999
- 權錫根 2006
- 趙佑鎮 2008
- 李在敏 2010
- 金昶訓 2013-
- 金善珉 2013
- アレックス・ラファエル 2014

## 歴代監督
- 崔淳鎬 2005-2008
- 曺敏國 2008-2013
- 金チャンギョム 2014-2016